# 義良県
義良県（ぎりょう-けん）は、中華人民共和国陝西省にかつて設置された県。現在の楡林市綏徳県東部に相当する。
南北朝時代、北周により上県東部に設置された。606年（大業2年）、隋朝により廃止され、管轄地域は上県に統合された。